# Daïra d'Ouled Mimoun
La daïra d'Ouled Mimoun est une daïra d'Algérie située dans la wilaya de Tlemcen et dont le chef-lieu est la ville éponyme d'Ouled Mimoun.

## Localisation
La daïra est située au centre est de la wilaya de Tlemcen.

## Communes de la daïra
La daïra d'Ouled Mimoun est composée de trois communes : Ouled Mimoun, Oued Lakhdar et Beni Semiel.